# 하인리히 추 자인비트겐슈타인
하인리히 알렉산더 루트비히 페터 추 자인비트겐슈타인 백작영식(Heinrich Alexander Ludwig Peter Prinz zu Sayn-Wittgenstein, 1916년 8월 14일 ~ 1944년 1월 21일)는 독일의 귀족 혈통 출신 공군 군인이다. 제2차 세계 대전 당시 루프트바페 야간전투기 에이스 조종사였다. 적기 격추수는 83기로 사망 당시 독일 공군의 야간전투조종사 중 최고 격추수였으며 그가 죽은 뒤 하인츠볼프강 슈나우퍼와 헬무트 렌트가 각각 121기와 102기로 기록을 갱신했으나 그래도 3위 기록을 유지했다.
1916년 덴마크 코펜하겐에서 태어나 1937년 봄 독일 국방군 기병대에 입대했다. 이후 공군 조종사 훈련을 받아들여 공군으로 이적했다. 첫 자대배치는 제1폭격비행단(KG 1)으로, 관측사로 근무하다 이후 조종사가 되었다. 프랑스 공방전, 영국 본토 항공전, 바르바로사 작전 동안 계속 폭격기 부대인 KG 1과 KG 51에서 근무했다. 이후 야간전투기 부대로 옮겨 1942년 5월 6일에서 7일로 넘어가는 밤에 처음 적기를 격추했다. 이후 1942년 10월이 될 때까지 22기를 격추하여 동년 10월 7일 기사십자 철십자장을 수훈했고, 1943년 8월 31일 적기 54기를 격추하여 곡엽 기사십자 철십자장을 수훈했다.
1944년 1월 제2야간전투비행단(NJG 2) 비행단장으로 임명되었다. 1월 21일 밤 83번째이자 마지막 적기를 격추한 뒤 격추되어 전사했다. 곡엽검 기사십자 철십자장이 사후 추서되었다.
| 전임 중령 카를 휠쇼프 | 제2대 제2야간전투비행단 비행단장 1944년 1월 1일 - 1944년 1월 21일 | 후임 대령 귄터 라두슈 |